# Strój krakowski

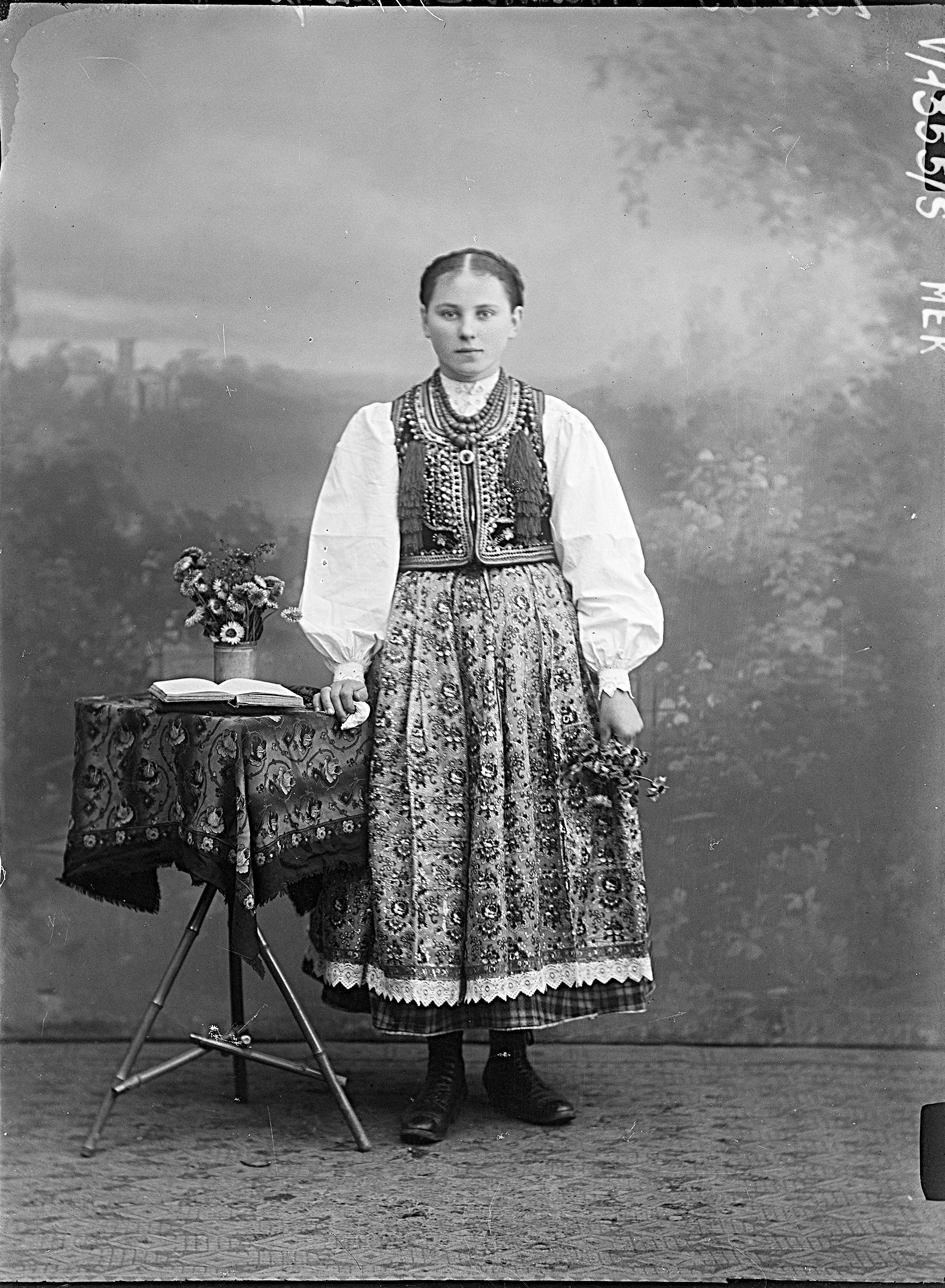
Dziewczyna w stroju krakowskim.

Strój krakowski – polski strój ludowy grupy etnograficznej Krakowiaków zamieszkujących Małopolskę.
Stroje krakowskie można podzielić na dwa rodzaje, które różnią się pewnymi elementami oraz zdobieniami:
- strój Krakowiaków zachodnich, zwany strojem krakowskim uznany za strój narodowy[1] [2] ,
- strój Krakowiaków wschodnich.

## Historia

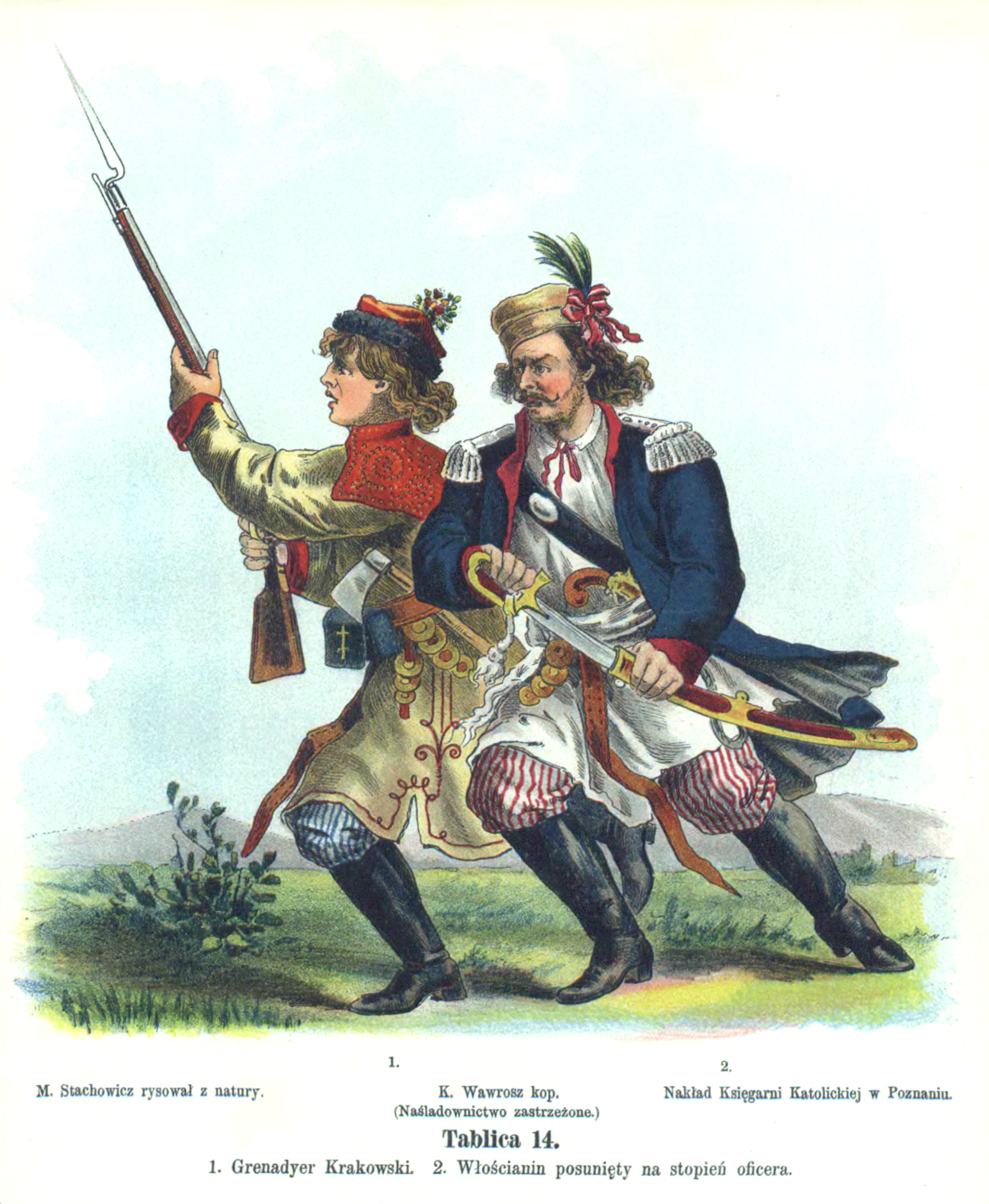
Grenadierzy krakowscy w strojach ludowych, mal. Michał Stachowicz

Strój krakowski wykształcił się na przełomie XVII i XVIII wieku i jako pierwszy ze strojów chłopskich został dostrzeżony przez wyższe klasy społeczne. Stało się to dzięki jego wyjątkowości. Był wtedy najbogatszym strojem ludowym. Odróżniał się od innych strojów barwnością i podobieństwem niektórych elementów do stroju szlacheckiego (np.: krakuski do konfederatki). Na salony arystokratyczne strój krakowski wszedł za panowania Sasów. Nastała wtedy francuska moda na bale przebierańców, podczas których arystokracja przebierała się za pastuszków i pastereczki. W Polsce królował wtedy kostium krakowski. W pełni Strój krakowski ukształtował się w II połowie XVIII wieku. Wtedy był on w miarę jednolity. Przełomową datą w historii stroju krakowskiego był rok 1794. Zaistniał on wtedy w kulturze narodowej dzięki pierwszej polskiej operze „Cud mniemany, czyli Krakowiacy i Górale”, a złożenie przysięgi na wierność narodowi, w tym samym roku, przez Tadeusza Kościuszkę na Rynku w Krakowie, w białej krakowskiej sukmanie podniosło go do symbolu narodowego i stroju narodowego. Ponadto udział chłopów krakowskich w insurekcji kościuszkowskiej sprawił, że strój krakowski stał się mundurem wojskowym Krakusów i Kosynierów. Podział Ziemi Krakowskiej między Rzeczpospolitą Krakowską i zaborem austriackim, a zaborem rosyjskim, spowodował zróżnicowanie sytuacji ekonomicznej Krakowiaków i powiązał ich z innymi ośrodkami przemysłowymi. Z tego powodu z jednolitego stroju krakowskiego wyodrębnił się strój Krakowiaków wschodnich, którzy nie mieli możliwości kontaktów handlowych z Krakowem. Z tego powodu strój Krakowiaków wschodnich zaczął się zmieniać. Strojem narodowym pozostał strój krakowski - Krakowiaków zachodnich, zamieszkujących okolicę Krakowa, który stał się ostoją „polskości”. W połowie XIX wieku dla zamanifestowania swojego patriotyzmu nastał moda wśród arystokracji, aby służba była ubrana w narodowy strój krakowski. W II połowie XIX w. zaczęto zakładać banderie krakowskie – reprezentacyjne oddziały konne Krakowiaków w odświętnych strojach, uczestniczące w uroczystościach z ważnymi gośćmi politycznymi i kościelnymi oraz weselom. Owe banderie krakowskie przetrwały aż do II wojny światowej. Kolejnym etapem istnienia stroju krakowskiego w kulturze narodowej było zafascynowanie tym strojem przez twórców Młodej Polski: Stanisława Wyspiańskiego, Lucjana Rydla, czy Włodzimierza Tetmajera. Na początku XX wieku strój krakowski zaczął być również używany przez Polonię jako strój narodowy i sposób na pokazanie odrębności.

## Strój Krakowiaków Zachodnich
"Strój Krakowiaków Zachodnich różni się od Wschodnich, związanych z terenami rolniczymi. Mają jednak elementy wspólne. Są to na przykład męskie nakrycia głowy i kaftany. Także kobiece chusty czepcowe są do siebie podobne. Ubrania Krakowianek Wschodnich miały jednak więcej rodzajów i krojów."

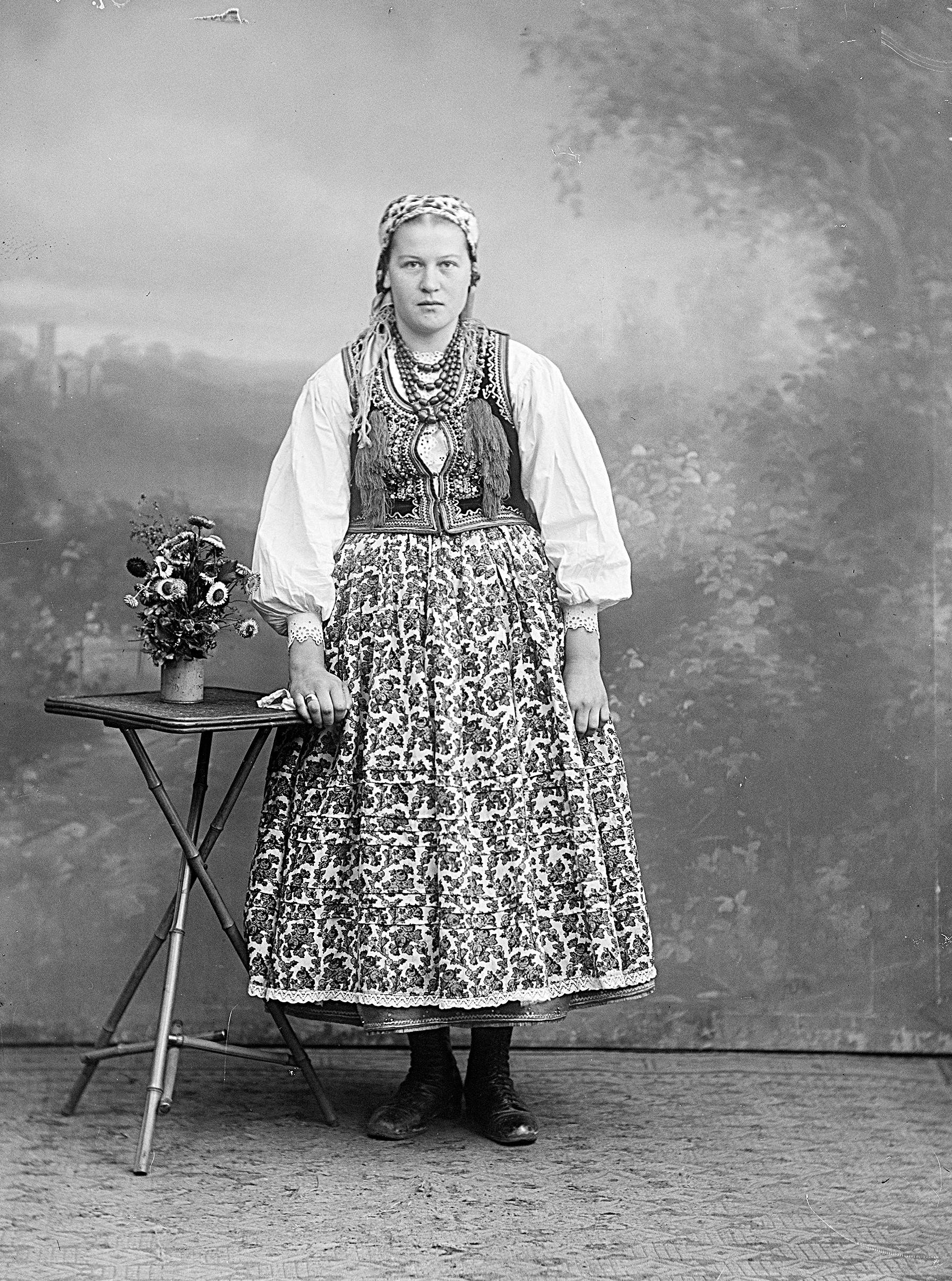
Zamężna młoda kobieta w stroju krakowskim.

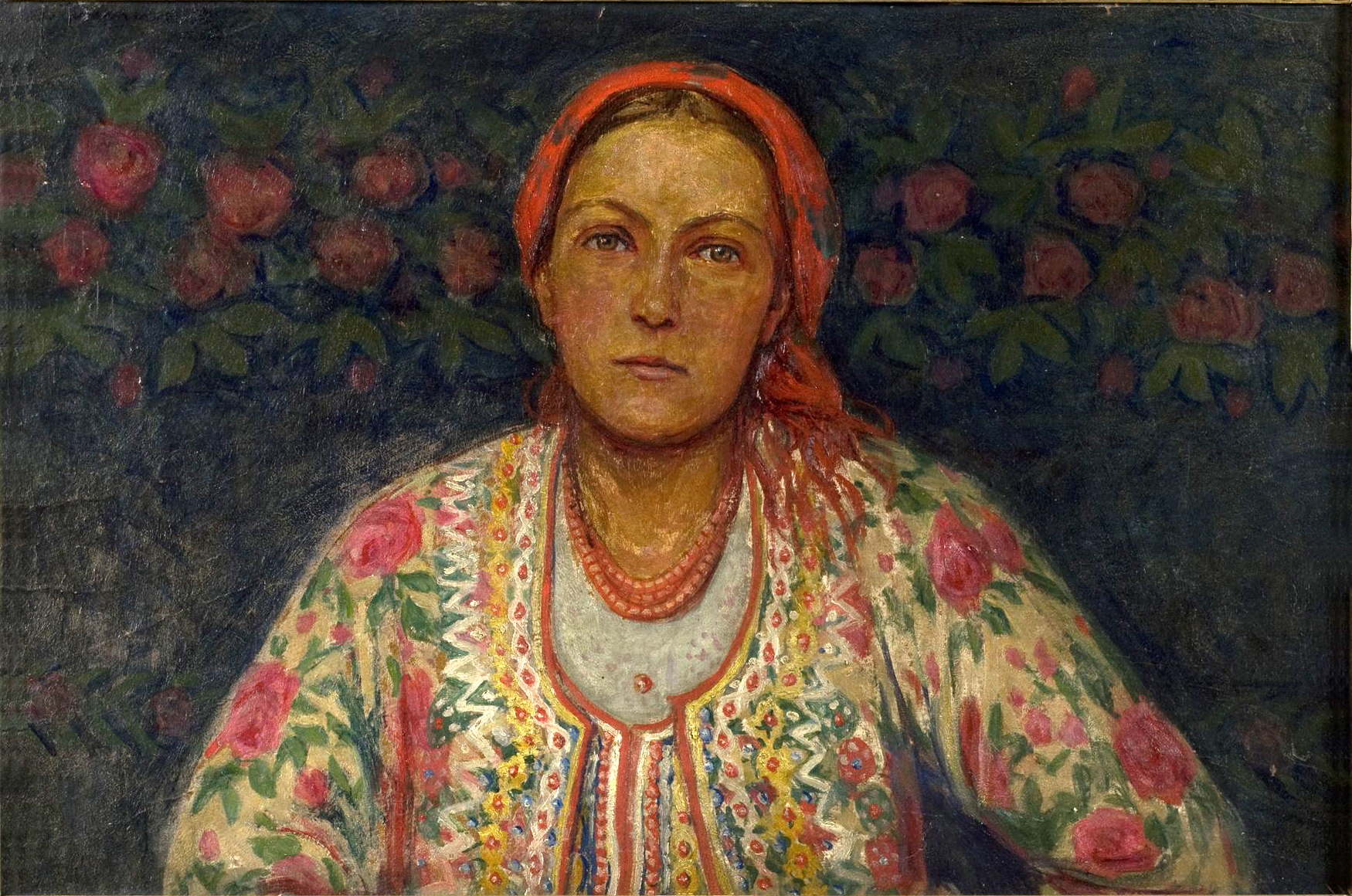
Kobieta w stroju krakowskim.

### Strój męski
Najważniejszymi elementami stroju krakowskiego były: kaftan, sukmana i kaftan z rękawami. Kaftanem była długa kamizelka, bez rękawów z połami. Używany był jako letnie nakrycie wierzchnie, jak również pod kaftan z rękawami lub sukmanę, które były typowymi nakryciami wierzchnimi. Obydwa rodzaje kaftana wykonane były z granatowego sukna, podszytego suknem czerwonym. Ozdabiane były rzędami guzików: mosiężnych i z masy perłowej oraz chwostami. Sukmana wykonana była z białego (lub szarego) sukna od spodu podszytym czerwonym i zakrywała część butów. Posiadała również długie, zwężające się rękawy zakończone czerwonym trapezowatym kłapciem. Przy szyi miała duży kołnierz. Zdobiono je barwnymi haftami, guzikami i chwostami. Ponadto były również sukmany żałobne, które zdobiono czarną przędzą i zawsze zakładano bezpośrednio na koszulę.
Portki - płócienne spodnie samodziałowe najczęściej w cienkie, czerwone lub różowe paski, wpuszczano w wysokie buty z cholewami i lekko wywijano. Buty wykonane były z miękkiej, wołowej skóry, farbowanej na kolor czarny lub czerwony i podbijano podkówkami. Ważnym elementem stroju był pas. Krakowiacy nosili ich dwa rodzaje: trzos i pas z brzękadłami. Pierwszym był szeroki pas z podwójnej skóry, zdobiony tłoczeniami i ażurami na kolorowych podkładkach. Natomiast pas z brzękadłami był węższy biały, nabijany mosiężnymi gwoździkami z przywieszonymi z boku (na 1–3 rzemieniach) blaszkami w postaci kółek oraz nożykiem i sakiewką na pieniądze, krzesiwo, hubę i krzemień z przodu. Po zapięciu jego końcówka luźno zwisała ku dołowi.
Krakowiacy zachodni nosili trzy rodzaje nakryć głowy. Najstarszym był wysoki kapelusz z czarnego filcu o małym rondzie zwany celendrem lub żelaźniakiem. Innym nakryciem głowy była magierka tyniecka – wełniana czapka robiona na drutach. Jednak najważniejszym rodzajem nakrycia głowy była czerwona rogatywka, z czarnym, barankowym otokiem, zwana krakuską. Kawalerowie mocowali do niej pęk długich, pawich piór ozdobionych kolorowymi wstążkami opadającymi na ramię.

### Strój kobiecy

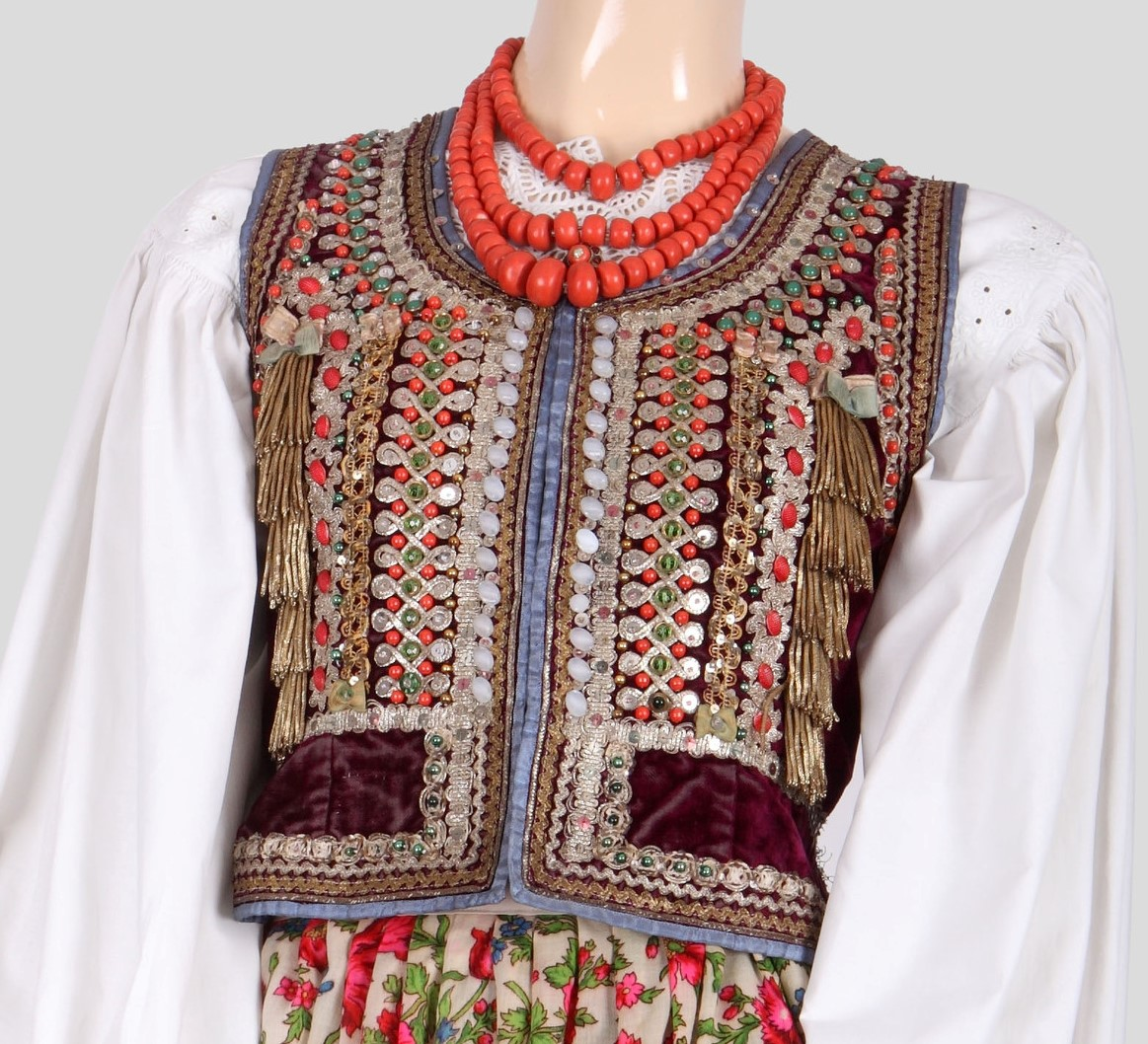
Gorset krakowski z początku XX wieku z chwostami wykonanymi ze złotego bajorka (Muzeum Etnograficzne im. Seweryna Udzieli w Krakowie}

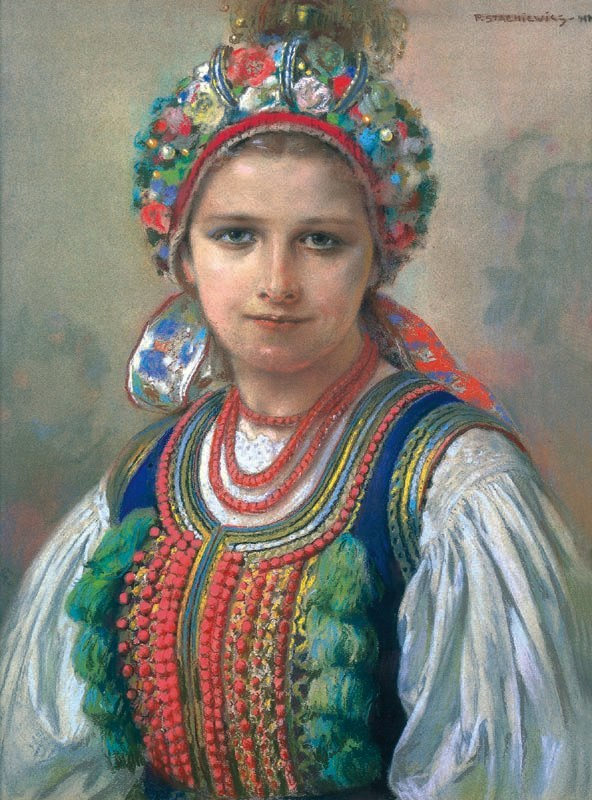
Panna młoda w weselnym stroju krakowskim na obrazie Piotra Stachiewicza z 1917 roku

Strój kobiecy był zróżnicowany. Ważnymi elementami były spódnice i zapaski. Spódnice wierzchnie, sięgające do kostek, wykonywano z kwiecistego materiału – tybetki, natomiast pod nie zakładano białe spódnice z białym, atłasowym haftem. Na nie zakładano zapaski, najczęściej wykonane z tego samego materiału, co spódnice i były tylko trochę krótsze od nich. Wyjątek stanowiły białe zapaski tiulowe, które również zakładano na kwieciste spódnice. Były pokryte bardzo często w całości haftami atłasowym i angielskim.
Ważnym elementem stroju były również gorsety. Starszy rodzaj gorsetu szyty był z czarnego sukna. W pasie zakończony był, doszytymi z tego samego materiału, kilkudziesięcioma (około 70) trapezowymi kaletkami . Ozdabiane były tylko z przodu białymi guzikami oraz haftami. Młodszy typ gorsetu (z przełomu XIX i XX wieku) szyto z aksamitu w różnych kolorach. Kaletki zastąpione były ciągiem fałdek. Zdobienia pokrywały prawie w całości gorset i wykonane były z cekinów, kolorowych koralików, chwostów, tasiemek i kolorowych haftów. Tego typu gorset z doszytymi rękawami nazywano kataną i był to najbardziej popularny kaftan w regionie. W chłodne dni na ramiona i plecy zarzucano duże, wełniane chusty do odziewania (zwanymi również naramiennymi ) w kratę w kolorach czerwonym, białym, niebieskim i zielonym.
Panny nosiły warkocze z wplecionymi wstążkami i kwiatami. Wianki zakładała druhna panny młodej. Panna młoda zakładała wieniec. Stanowiła go czapka ze sztywnym otokiem ozdobiony czerwoną wstążką upiętą w harmonijkę oraz wianki sztucznych kwiatów. Mężatki zakładały natomiast chustę czepcową. Była to chusta z białego płótna. Jej wiązanie było czasochłonne i wymagało dużych umiejętności, dlatego zdejmowano ją jak czapkę, by raz zawiązaną można było zakładać kilkakrotnie. Dwa widoczne rogi chusty pokryte były bogatymi haftami angielskimi i atłasowymi. Noszono również czerwone chusty wiązane pod brodą z ozdobnymi motywami pąków i kwiatów róży. Strój uzupełniała biżuteria, a zwłaszcza czerwone korale.

## Strój Krakowiaków Wschodnich

### Strój męski
Najważniejszymi elementami stroju Krakowiaków wschodnich były kaftan i żupan. Miały one taki sam krój jak w stroju Krakowiaków zachodnich, był jednak szyty z jaśniejszego – niebieskiego sukna, podszytego czerwonym i zdobionym był chwostami oraz haftami o motywach kwiatowych. Czasami haftowano również imię i nazwisko właściciela. Charakterystycznym okryciem wierzchnim była kierezja – długa do połowy łydki sukmana z brązowego sukna (rzadziej niebieskiego lub granatowego) dopasowana w pasie. Charakterystycznym jej elementem była suka – kołnierz, w kształcie trójkąta, opadający na plecy zdobiony haftem z motywami kwiatowymi .
Spodnie, podobnie jak u Krakowiaków zachodnich, stanowiły płócienne portki samodziałowe najczęściej całe niebieskie lub w cienkie, niebieskie paski, wpuszczano w wysokie buty z cholewami i lekko wywijano. Buty wykonane były z miękkiej, wołowej skóry, farbowanej na kolor czarny lub czerwony i podbijano podkówkami. Ważnym elementem stroju był pas. Krakowiacy wschodni nosili pas z brzękadłami, identyczny jak Krakowiacy zachodni, zakładany na kaftan. Drugim rodzajem pasa był pas zakładany na kierezję. Wykonany z białego rzemienia miał szerokość 3 cm i długość ok. 170 cm. Nabijano go dużymi metalowymi guzikami. Po zapięci na metalową klamrę, podkładano jego końcówkę pod pas.
Krakowiacy wschodni nosili dwa rodzaje nakryć głowy. Magierkę zakładano razem z kierezją. Czerwoną rogatywkę natomiast do kaftana i żupana. Rogatywka różniła się od rogatywki Krakowiaków zachodnich jedynie pawimi piórami, które były o różnej długości i przyczepiano je tworząc wachlarz ozdobiony dodatkowo bukietem sztucznych kwiatów i wstążkami.

### Strój kobiecy
Ważnymi elementami były spódnice i zapaski. Spódnice wierzchnie, sięgające do kostek, wykonywano z lnianego płótna lub wełnianych tkanin. Marszczono je z tyłu i po bokach i zakładano kilka naraz. Pod spódnicę zakładano często jeszcze fartuchy. Na spódnice zakładano zapaski. Najczęściej uszyte były z czerwonego materiału zdobionego białym haftem .
Ważnym elementem stroju były również gorsety. Gorsety szyto z czarnego aksamitu, gładkich tkanin wełnianych lub tybetu. Były dopasowane i zakończone kaletkami. Gorsety gładkie obszywano kawałkami aksamitu i koralikami. Na gorsety zakładano kaftany. Najpopularniejszym rodzajem była katana, wykonana z wełnianego materiału najczęściej czerwonego (czasami niebieskiego). Przód i rękawy obszywano pasami aksamitu pokrytych haftem płaskim i koralikowym .
Panny nosiły warkocze. W chłodne dni zakładały podobnie jak mężatki białe lub czerwone chustki wiązane pod brodą lub bardziej uroczyście z tyłu. Mężatki zakładały natomiast chustę czepcową, bardzo podobną do używanej przez Krakowiaków zachodnich. Były jednak w całości pokryte haftem. W zależności od rodzaju haftu rozróżniano trzy rodzaje chust czepcowych: z haftem białą nicią, czerwcem lub podkładanym szyciem. Strój uzupełniała kryza zdobiona podkładanym szyciem i biżuteria. Czerwone korale nosiły jedynie najzamożniejsze kobiety, pozostałe nosiły dętki – różnobarwne korale z dmuchanego szkła.

## Galeria

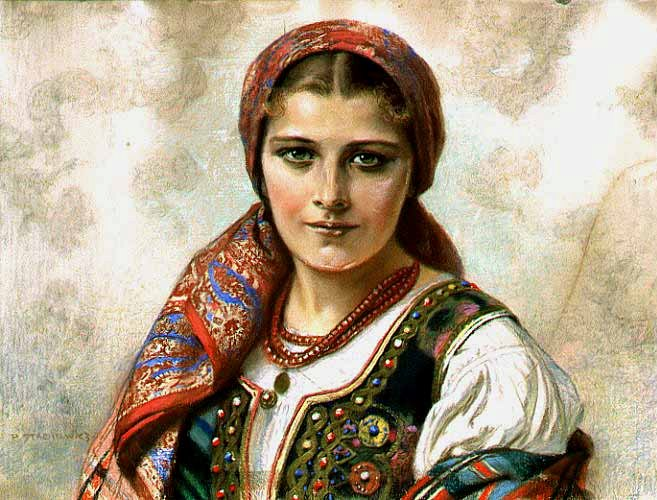
Piękna Zośka.
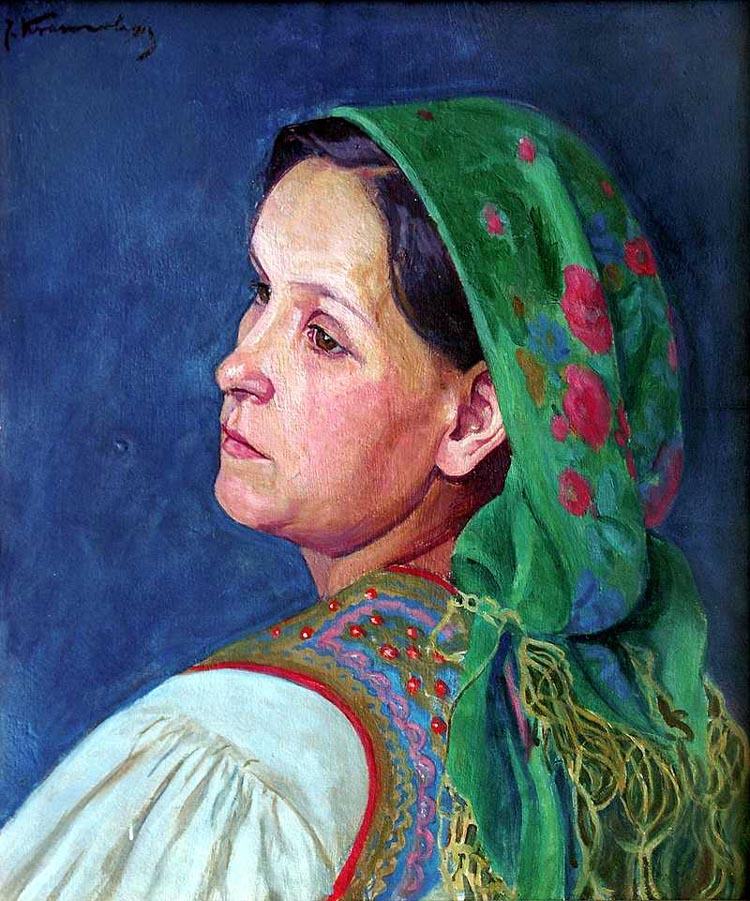
Żona Józefa Krasnowolskiego.
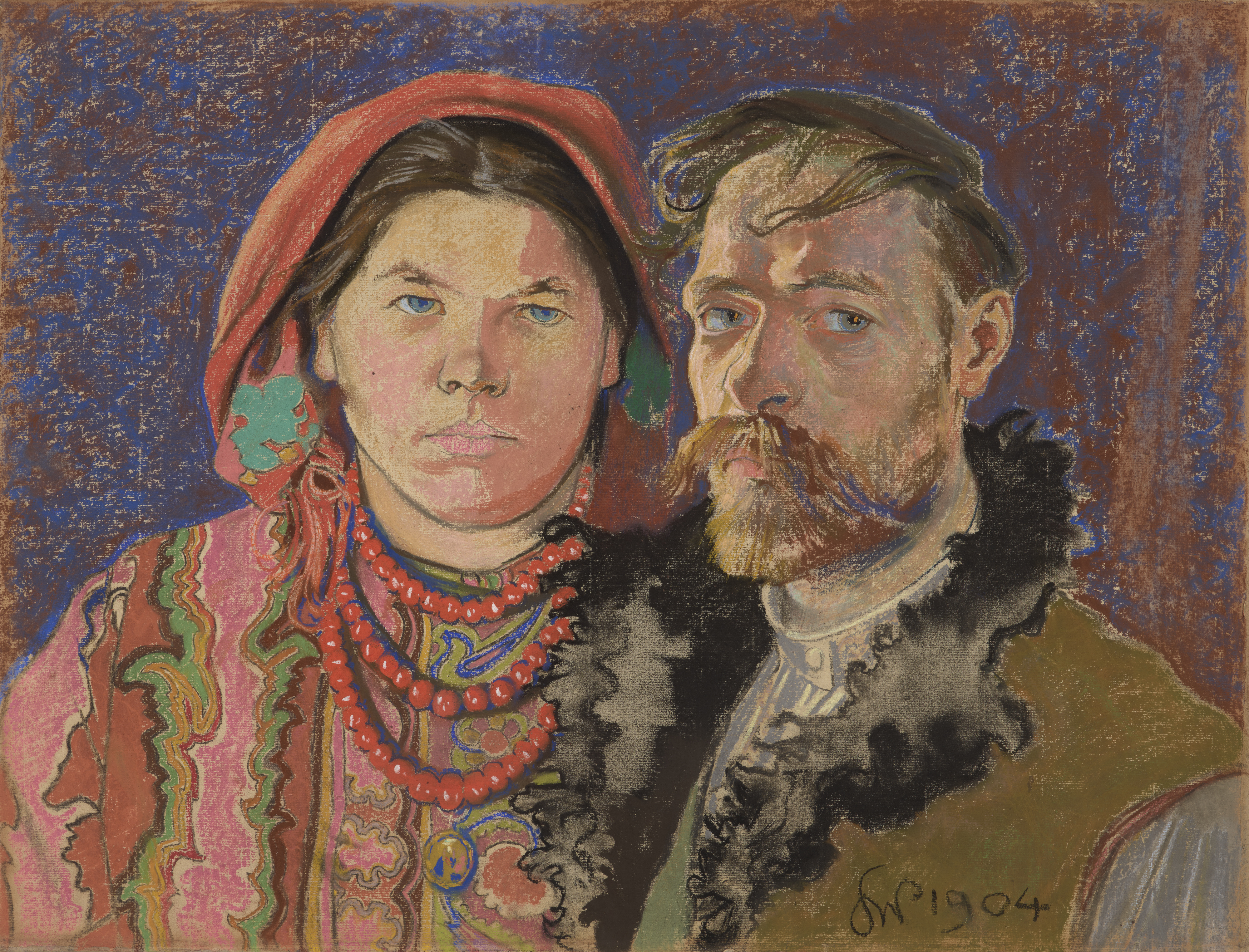
Stanisław Wyspiański z żoną, 1904.
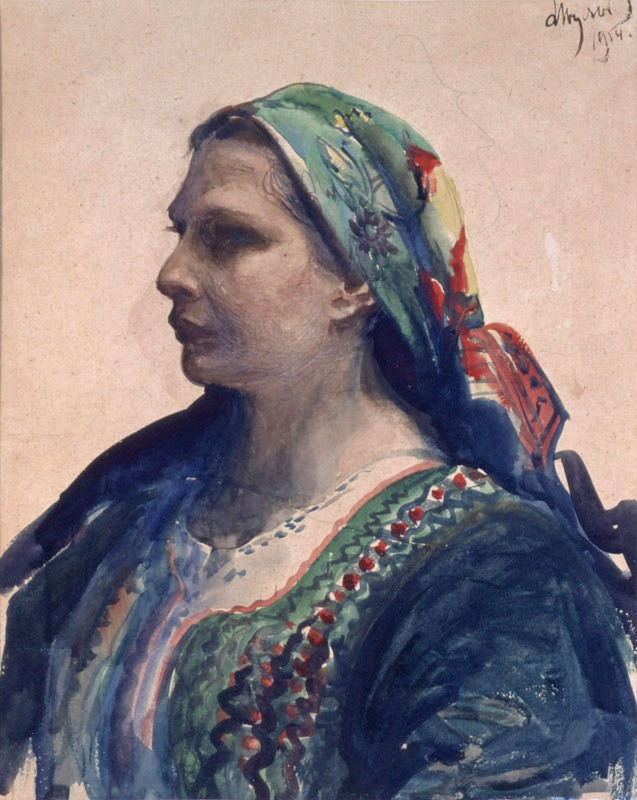
Kobieta w stroju krakowskim.
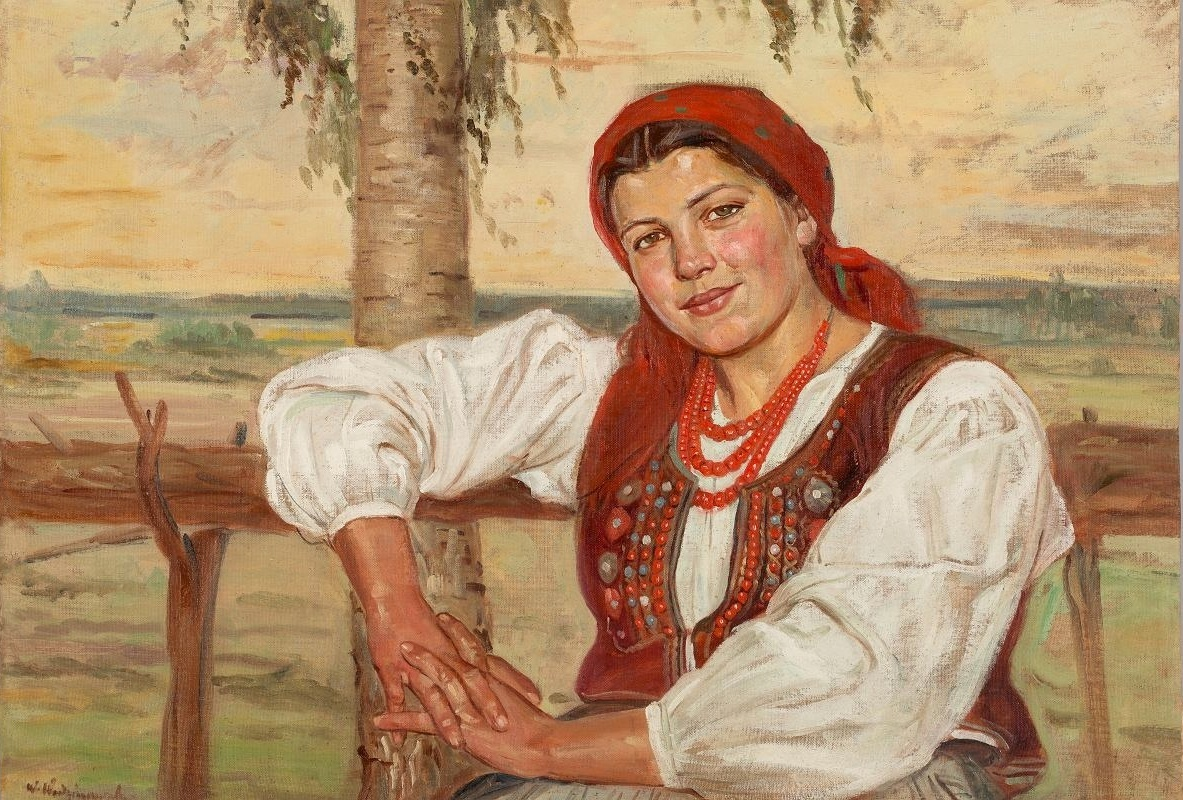
Dziewczyna w stroju krakowskim.
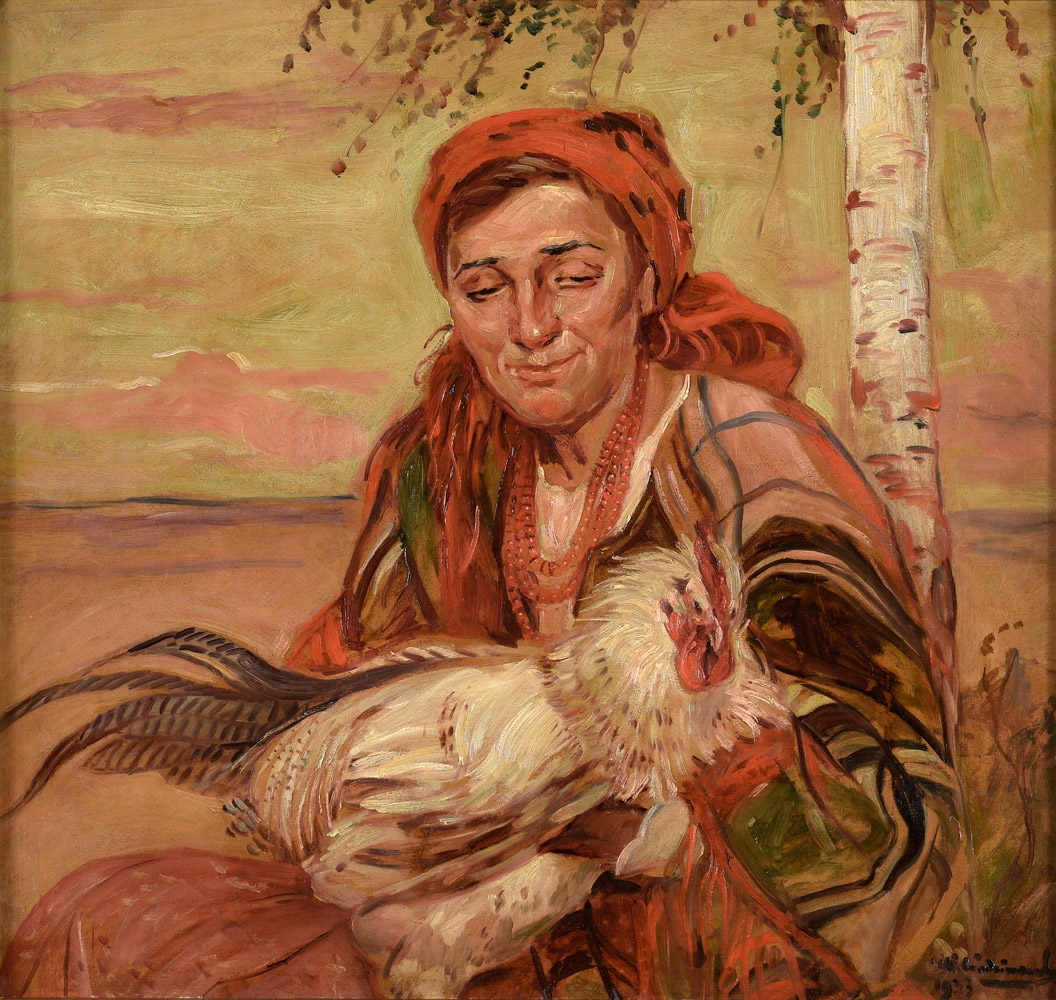
Kobieta w tradycyjnym stroju.
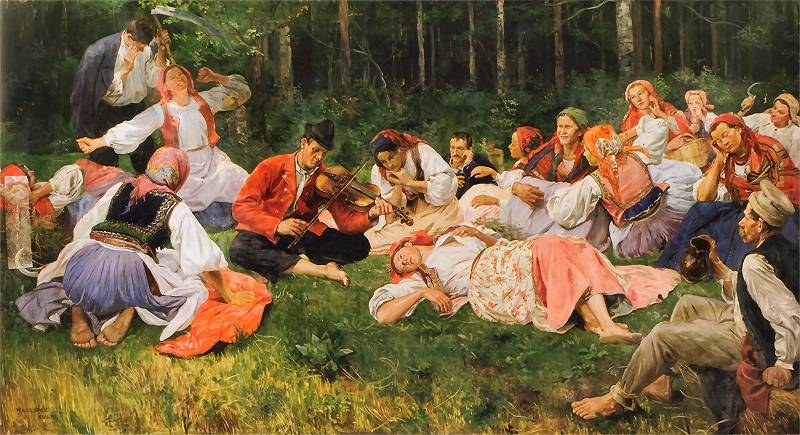
Grajek - Wincenty Wodzinowski
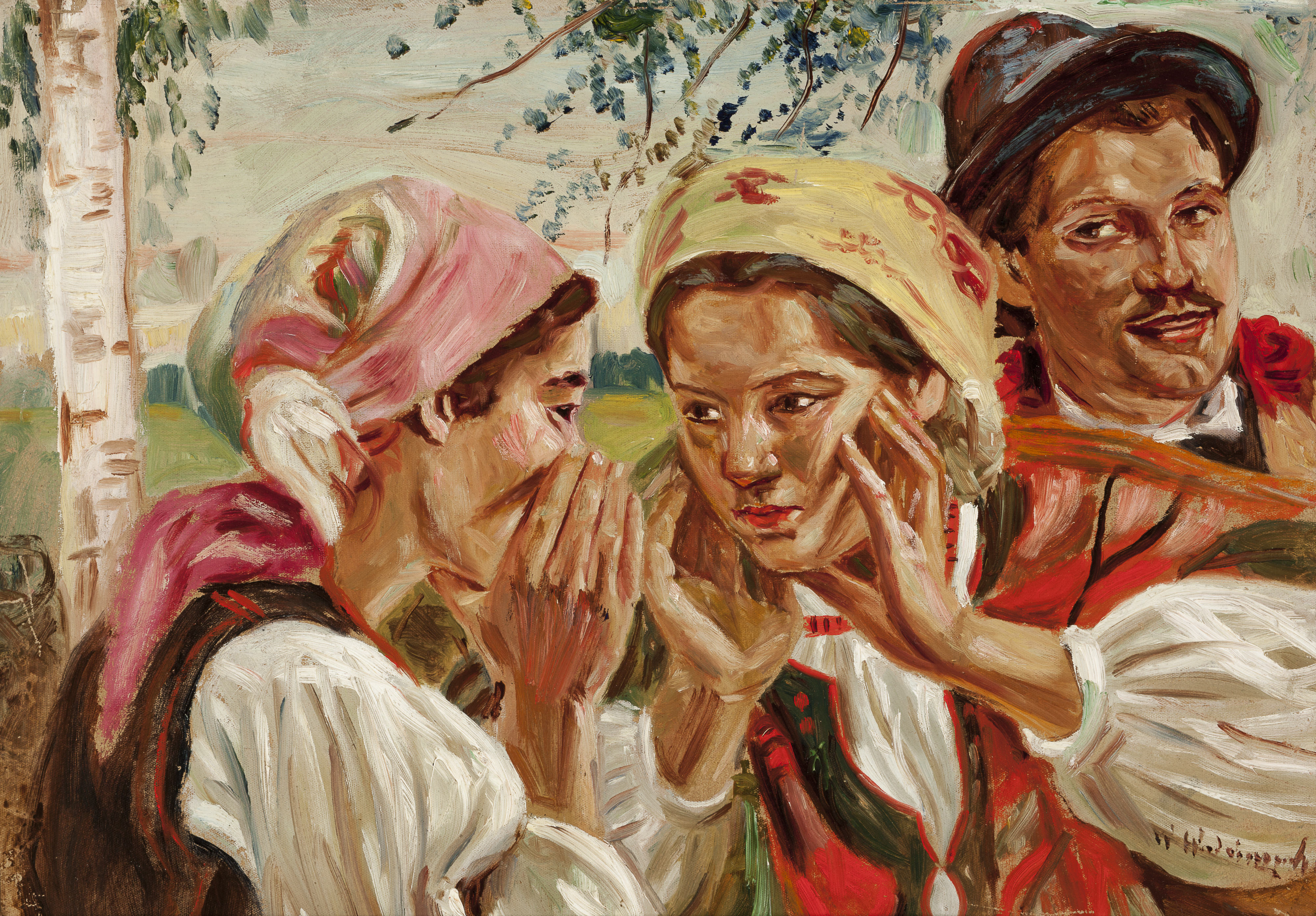
Obraz Wodzinowskiego.
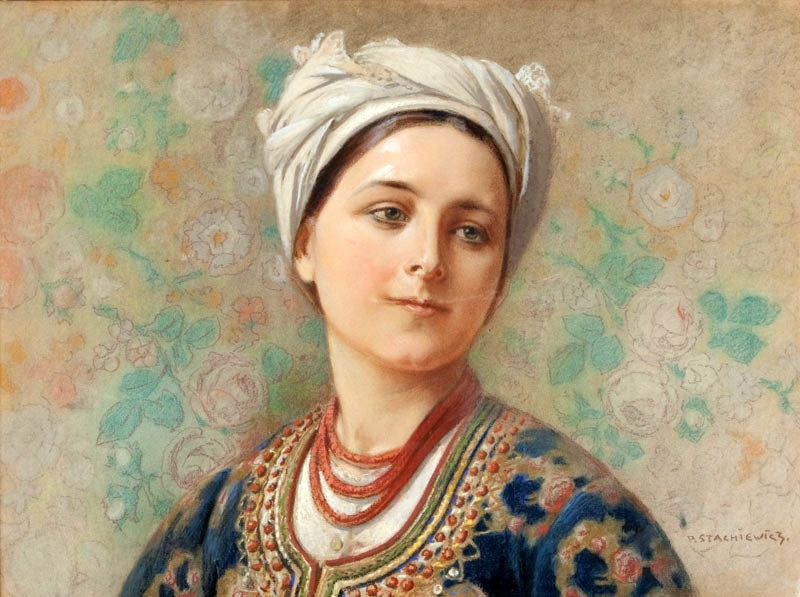
Piękna Zośka.
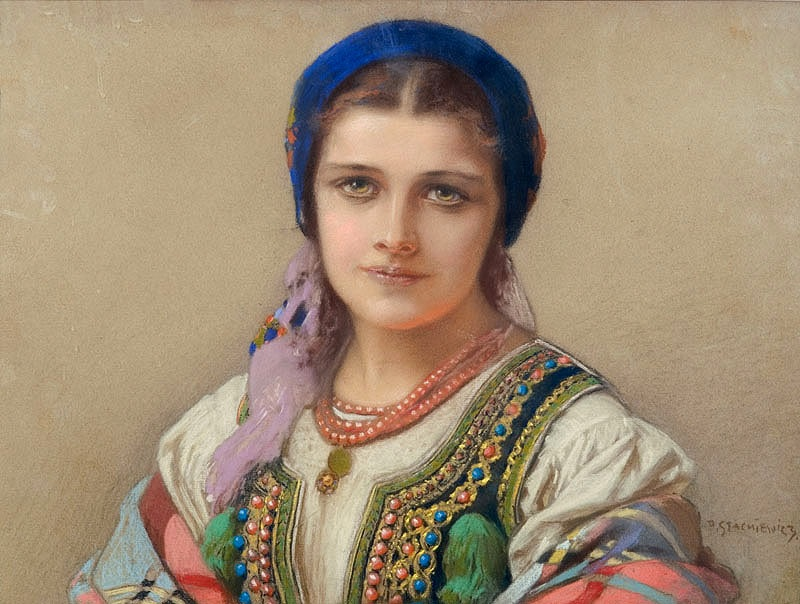
Piotr Stachiewicz - Krakowianka.
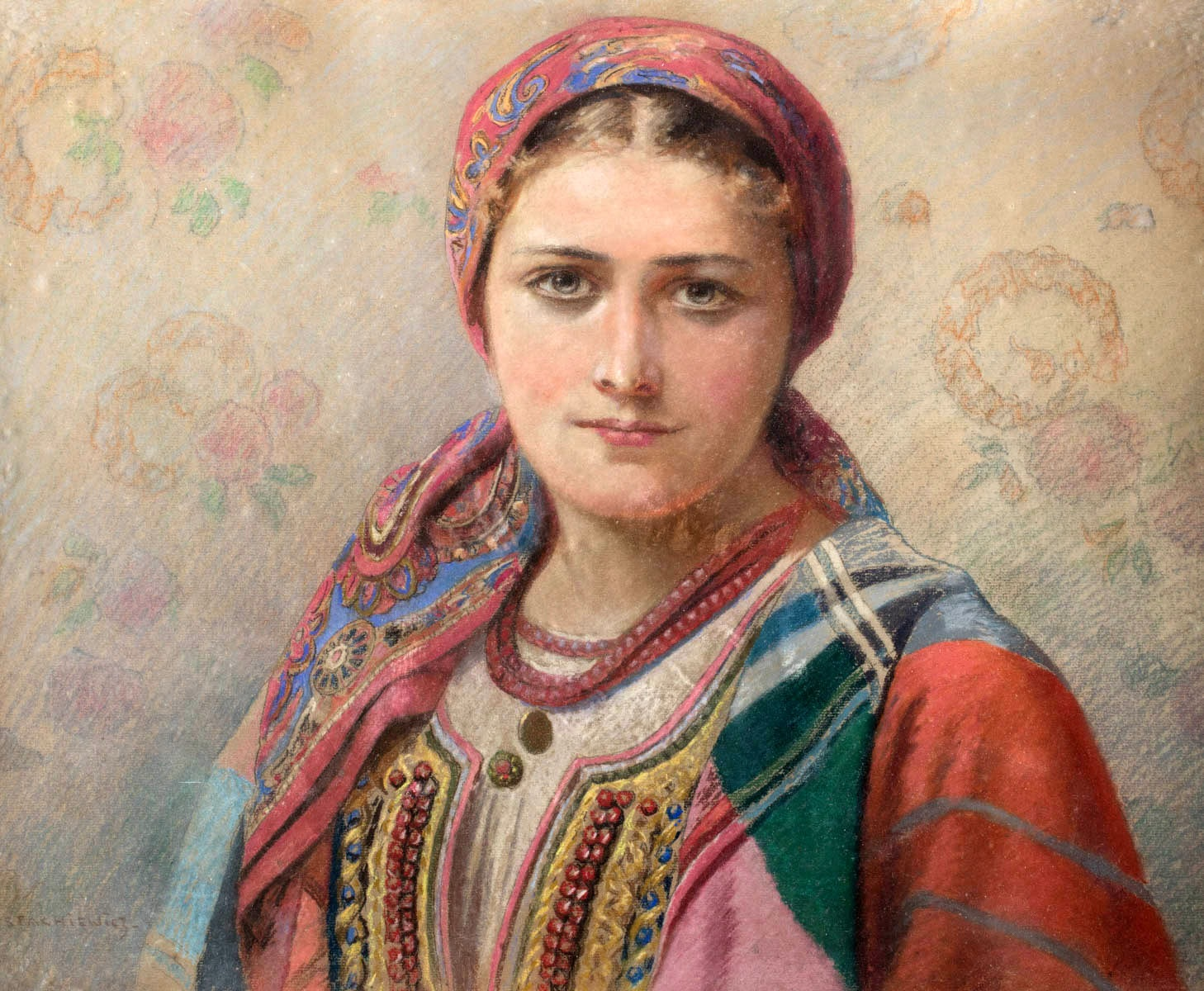
Obraz Piotra Stachiewicza.
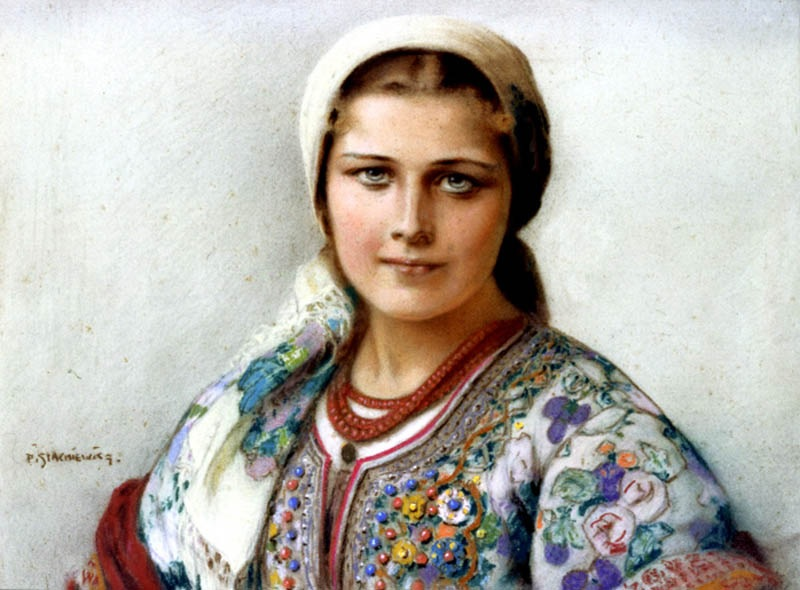
Stachiewicz - Dziewczyna w krakowskim stroju.
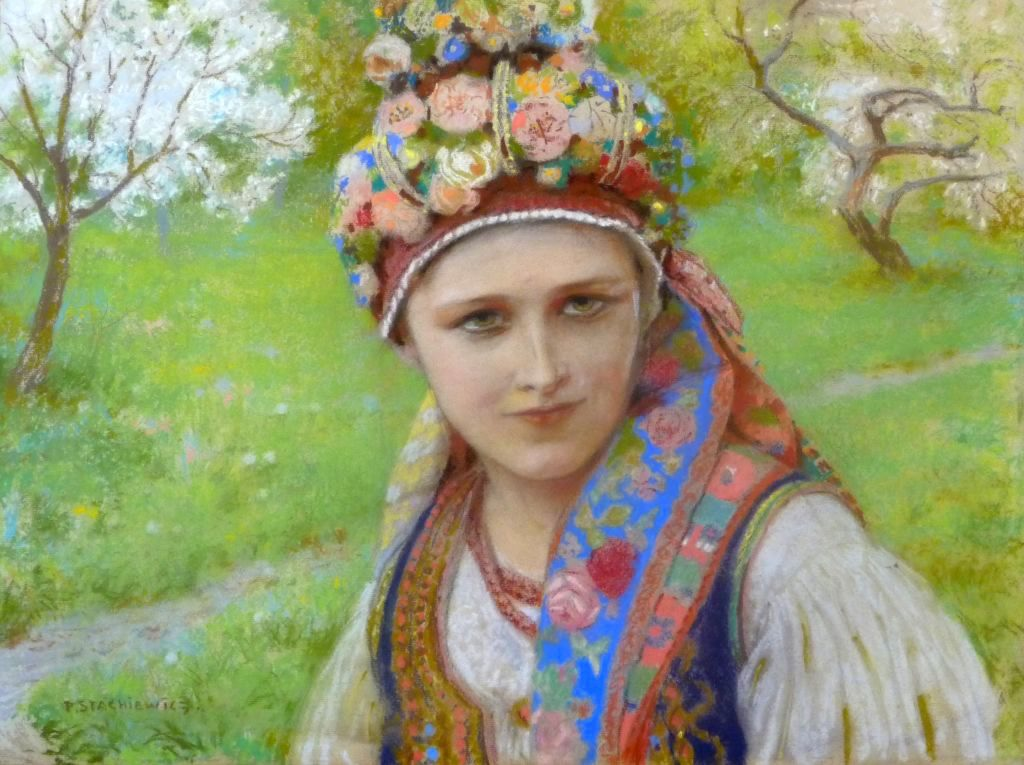
Panna młoda w tradycyjnym krakowskim stroju weselnym.
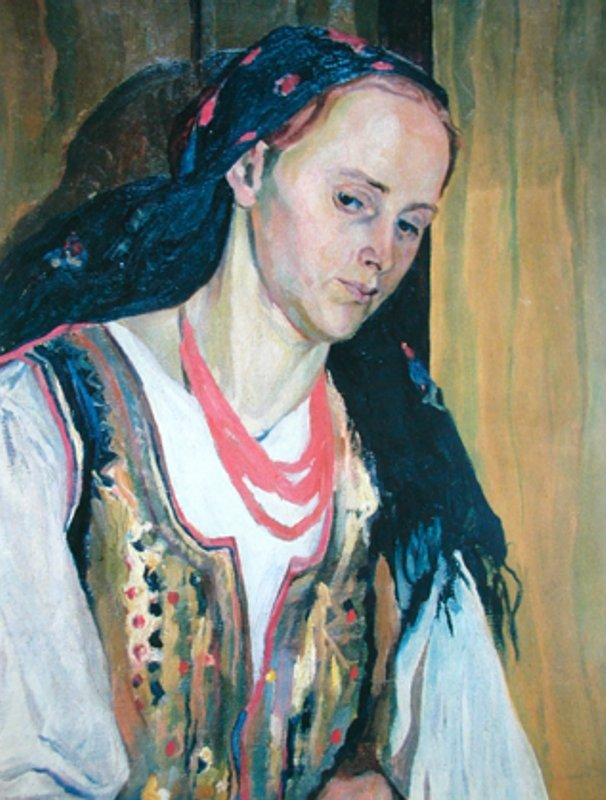
Portret polskiej żony ukraińskiego malarza, 1906.